# Absurd Minds
Absurd Minds ist ein Musikprojekt, das 1995 von Stefan Großmann und Tilo Ladwig ins Leben gerufen wurde. Musikalisch orientiert sich die Band an Elektro und Futurepop.

## Geschichte
Die Gruppe wurde 1999 bei einem Konzert in Leipzig vom Plattenlabel SCANNER entdeckt, bei der bisher auch alle Alben erschienen sind. Während der Arbeiten zum 2. Album Damn the Lie wurde Timo Fischer, der das Duo bisher bei ihren Auftritten begleitete fest in die Band aufgenommen. 2006 bekam die Band durch Nick Zuwachs, der außerdem der Sänger des Dresdner Duos Legacy of Music ist.

## Diskografie
Demos
- 1996: Planetary Empire (CDR/MC, Eigenvertrieb)
- 1998: Venture Inward (CDR, Eigenvertrieb)

EPs
- 1999: Brainwash (EP, CDR, Eigenvertrieb; CD, Scanner / Schwarzrock)
- 2006: The Cycle (CD, Scanner / Schwarzrock)

Alben
- 2000: Deception (CD, Scanner / Schwarzrock)
- 2001: Damn The Lie (CD/2xCD, Scanner / Schwarzrock)
- 2003: The Focus (CD/2xCD/CDR, Scanner / Schwarzrock)
- 2005: Noumenon (CD/2xCD, Scanner / Schwarzrock)
- 2010: Serve or Suffer (CD, Scanner / Schwarzrock)
- 2017: Tempus Fugit (CD, Scanner / Schwarzrock)
- 2020: Sapta (CD/AIFF, Scanner / Schwarzrock)
- 2023: Gravitas (CD)

Kompilationen
- 2005: Revived (CD, COP International)

Singles
- 2000: Come Alive (CD, Scanner / Schwarzrock)
- 2002: Master Builder (CD, Scanner / Schwarzrock)
- 2004: Herzlos (CD, Scanner / Schwarzrock)
- 2007: Powerful / Winds will blow (FLAC, Scanner / Schwarzrock)